# Brodec (přítok Vlašimské Blanice)
Brodec je pravostranný přítok Vlašimské Blanice v okrese Benešov ve Středočeském kraji. Délka jeho toku činí 10,1 km. Plocha povodí měří 31,3 km².

## Průběh toku
Potok Brodec pramení jižně od Načeradce v nadmořské výšce 560 m. Na horním a středním toku teče převážně severním směrem, protéká výše zmíněnou obcí a osadou Karhule. Na dolním toku pod vsí Křížov se potok zařezává mezi vrchy Velký Blaník (638 m) a Křížovská hůra (580 m) a obrací se na západ. V tomto úseku vytváří hlubší zalesněné údolí. Do Vlašimské Blanice se Brodec vlévá na jejím 31,1 říčním kilometru severně od Louňovic pod Blaníkem v nadmořské výšce 365 m.

### Větší přítoky
- Volavecký potok (hčp 1-09-03-056) je pravostranný a celkově největší přítok Brodce, který pramení severně od Pravonína v nadmořské výšce okolo 550 m. V nejhornější části směřuje krátce na západ. Již po několika stech metrech se potok postupně obrací k jihu. Západně od Pravonína napájí rybník Na Hrbě, od jehož hráze pokračuje na jihozápad k dalšímu rybníku, který je nazýván Přesličky. Odtud Volavecký potok teče jihozápadním směrem až téměř ke svému ústí. V nejspodnější části toku se stáčí krátce na severozápad. Do Brodce se vlévá na 5,5 říčním kilometru[3] u vsi Karhule v nadmořské výšce okolo 445 m. Délka toku činí 4,9 km.[3] Plocha povodí měří 9,2 km².[2]

## Vodní režim
Průměrný průtok u ústí činí 0,16 m³/s.